# Saint-Pierre-en-Port
Saint-Pierre-en-Port és un municipi francès situat al departament del Sena Marítim i a la regió de Normandia. L'any 2007 tenia 829 habitants.

## Demografia

### Població
El 2007 la població de fet de Saint-Pierre-en-Port era de 829 persones. Hi havia 376 famílies de les quals 115 eren unipersonals (44 homes vivint sols i 71 dones vivint soles), 142 parelles sense fills, 103 parelles amb fills i 16 famílies monoparentals amb fills.
La població ha evolucionat segons el següent gràfic:
Habitants censats

### Habitatges
El 2007 hi havia 601 habitatges, 376 eren l'habitatge principal de la família, 204 eren segones residències i 21 estaven desocupats. 555 eren cases i 27 eren apartaments. Dels 376 habitatges principals, 278 estaven ocupats pels seus propietaris, 80 estaven llogats i ocupats pels llogaters i 18 estaven cedits a títol gratuït; 3 tenien una cambra, 28 en tenien dues, 52 en tenien tres, 117 en tenien quatre i 176 en tenien cinc o més. 310 habitatges disposaven pel capbaix d'una plaça de pàrquing. A 194 habitatges hi havia un automòbil i a 122 n'hi havia dos o més.

### Piràmide de població
La piràmide de població per edats i sexe el 2009 era:
| Homes | Edats   | Dones |
| ----- | ------- | ----- |
| 0     | 95 o +  | 0     |
| 12    | 90 a 94 | 8     |
| 4     | 85 a 89 | 8     |
| 4     | 80 a 84 | 28    |
| 24    | 75 a 79 | 32    |
| 24    | 70 a 74 | 16    |
| 28    | 65 a 69 | 28    |
| 16    | 60 a 64 | 20    |
| 24    | 55 a 59 | 20    |
| 28    | 50 a 54 | 16    |
| 28    | 45 a 49 | 44    |
| 32    | 40 a 44 | 32    |
| 28    | 35 a 39 | 32    |
| 16    | 30 a 34 | 20    |
| 20    | 25 a 29 | 12    |
| 28    | 20 a 24 | 16    |
| 32    | 15 a 19 | 28    |
| 24    | 10 a 14 | 32    |
| 24    | 5 a 9   | 8     |
| 8     | 0 a 4   | 8     |

## Economia
El 2007 la població en edat de treballar era de 508 persones, 358 eren actives i 150 eren inactives. De les 358 persones actives 310 estaven ocupades (176 homes i 134 dones) i 49 estaven aturades (20 homes i 29 dones). De les 150 persones inactives 65 estaven jubilades, 27 estaven estudiant i 58 estaven classificades com a «altres inactius».

### Ingressos
El 2009 a Saint-Pierre-en-Port hi havia 376 unitats fiscals que integraven 875,5 persones, la mediana anual d'ingressos fiscals per persona era de 17.071 €.

### Activitats econòmiques
Dels 34 establiments que hi havia el 2007, 2 eren d'empreses alimentàries, 1 d'una empresa de fabricació de material elèctric, 6 d'empreses de construcció, 7 d'empreses de comerç i reparació d'automòbils, 1 d'una empresa de transport, 6 d'empreses d'hostatgeria i restauració, 2 d'empreses immobiliàries, 2 d'empreses de serveis, 4 d'entitats de l'administració pública i 3 d'empreses classificades com a «altres activitats de serveis».
Dels 14 establiments de servei als particulars que hi havia el 2009, 1 era una oficina de correu, 1 taller de reparació d'automòbils i de material agrícola, 1 guixaire pintor, 2 fusteries, 1 lampisteria, 1 electricista, 1 perruqueria, 4 restaurants i 2 agències immobiliàries.
Dels 6 establiments comercials que hi havia el 2009, 2 eren botigues de més de 120 m², 1 una botiga de més de 120 m², 1 una botiga de menys de 120 m² i 2 carnisseries.
L'any 2000 a Saint-Pierre-en-Port hi havia 4 explotacions agrícoles.

## Equipaments sanitaris i escolars
El 2009 hi havia 1 farmàcia i 1 ambulància.
El 2009 hi havia una escola elemental.

## Poblacions més properes
El següent diagrama mostra les poblacions més properes.